# Йерусалимово
Йерусалимово е село в Южна България. То се намира в община Любимец, област Хасково.

## География
Селото е полупланинско – разположено е на южните склонове на Сакар планина. Землището му достига до левия бряг на р. Марица. Селището се намира на 20 км от ГКПП „Капитан Петко Войвода“ на границата с Гърция и на 30 км от ГКПП „Капитан Андреево“ на границата с Турция. На 6 км е от автомагистрала „Марица“ и пътен възел Любимец.

## Културни и природни забележителности
Близо до Йерусалимово има много скални образувания, част от които са вероятно древни тракийски светилища, непроучени. На левия бряг на р. Бакър дере се намира многовековен дъб, с обиколка на ствола 4.5 м. На входа на селото, през 2000 година е издигнат метален кръст, а през 2015 г. – параклисът „ВХОД ГОСПОДЕН В ЙЕРУСАЛИМ“ и красива беседка за отдих. Знаци за връзката между българското село Йерусалимово и светия град Йерусалим. Заради тази дружба, единствената асфалтирана улица в селото е улица „Палестина“, а извън селото има чешма, изградена благодарение на палестински дарения.
Част от землището на селото е включена в Защитена местност /ЗМ/ „Бакърлия“, която представлява интерес за орнитолози от цяла Европа.

## Други
Най-старите следи от живот в землището на с. Йерусалимово датират от III хил. пр. Христа. Следи от тракийското селище е имало на запад от местността „Хисаря“, „Юртя“ и „Ортаборун“, но най-внушителни са следите от периода на римското владичество, късната античност и българското средновековие. Заселването на селото на сегашното му място е станало в началото на 18 век, като първоначално то се е казвало Булдункьой (намерено село). По-късно турците го наричат Хаджикьой (хаджийско село), защото двама жители на селото хаджи Митьо Колев и хаджи Жельо Тенев, са ходили на поклонение на Божи гроб в гр. Йерусалим. От 1906 г. селото получава днешното си име Йерусалимово. Църквата „Св.вмч Димитрий“ е една от най-старите в околията. Не се знае кога е построена, но от исторически данни, с които се разполага е видно, че е осветена през 1837 г. от гръцки свещеник.
Оттогава храмът не е затварял врати. През 1994 г. по инициатива и ръководство на Димитър Георгиев Колев – учител, се проведе среща на Колю-Маневия род. Някои от участниците в срещата направиха дарение на храма и поставиха началото на изографисването му. В чест на 2000-та годишнина от Рождество Христово, по инициатива на тогавашния кметски наместник, църковното настоятелство и с активното участие на група жители на селото на 20 декември 2000 г., бе издигнат християнски кръст. Майстор по изработването на кръста е Кьнчо Желязков – правнук на хаджи Митьо. Кръстът символизира духовната връзка на с. Йерусалимово със светия град Йерусалим и изразява стремежа на йерусалимовци за духовно издигане и запазване на ценностите на християнството, символ на любовта и обичта между хората и нациите. Този кръст е осветен от Негово високопреосвещенство старозагорския митрополит Галактион.